# Friedrich Gilly

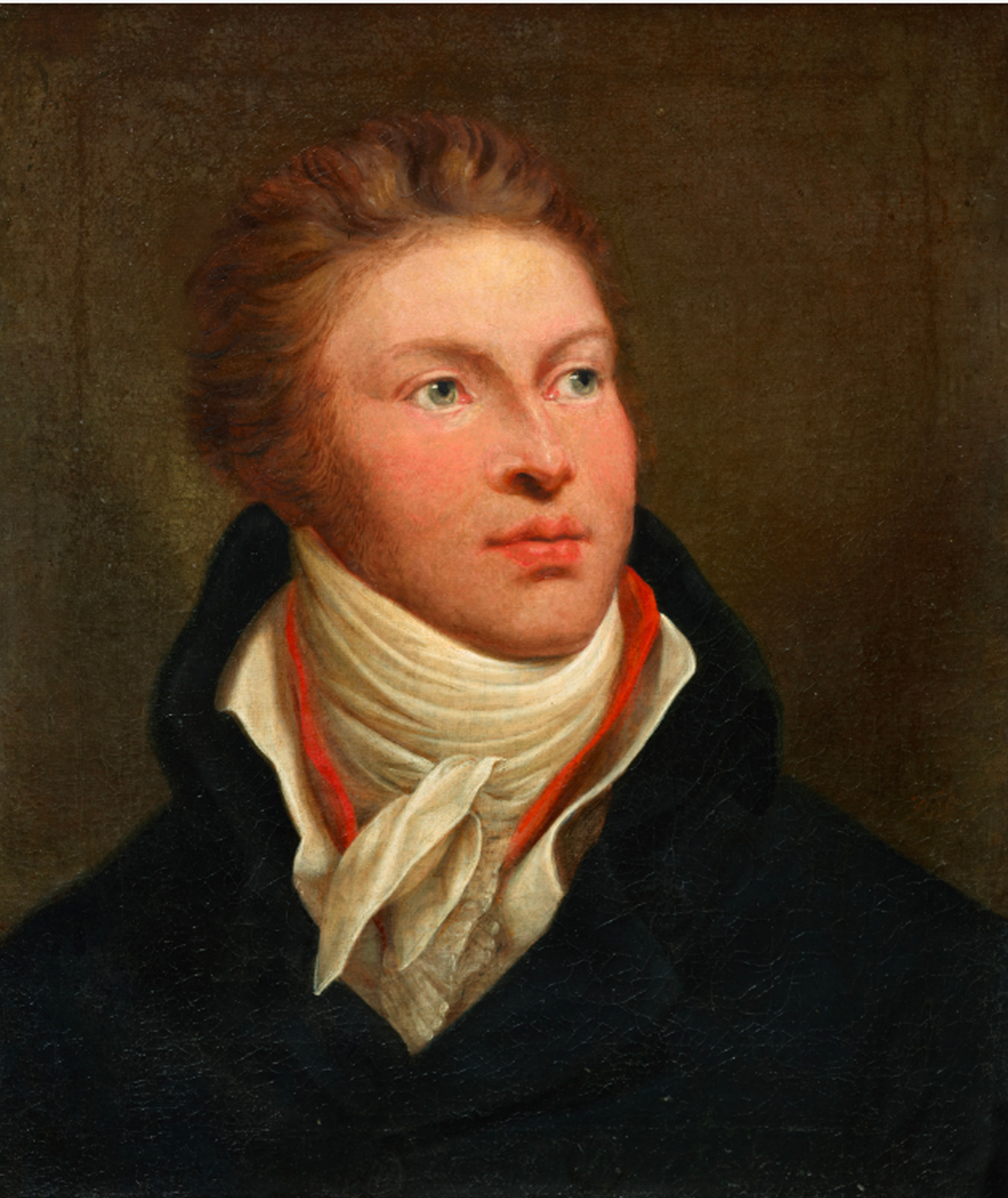
Friedrich Gilly

Friedrich Gilly (Altdamm bij Stettin, 16 februari 1772 - Karlsbad, 3 augustus 1800) was een Duitse architect. Hij maakte deel uit van een kleine groep jonge architecten, die omstreeks 1790 de imponerende monumentaliteit van de dorische orde ontdekten.
Gilly heeft nooit Italië bezocht. Jong gestorven, liet hij slechts een glimp van zijn enorme talent zien. Dit kwam tot uiting in twee meesterlijke ontwerpen: een voor een nationaal gedenkteken voor Frederik de Grote (1797), een ander voor de nationale schouwburg van Berlijn (1798). De krachtige volumeopbouw van dit laatste gaat gepaard met een sterk functionele leesbaarheid. Nog gedurfder dan bij Ledoux worden klassieke motieven (dorische inkomstportiek, thermenvenster) ingebed in de plastische articulatie.
In het ontwerp voor Frederik de Grote plaatste hij een peripteros op een pathetische onderbouw met strak geometrische vormgeving. De open ruimte eromheen wordt geritmeerd door obelisken, een triomfboog en zuilenrijen.  Het geheel straalt een funeraire grootsheid uit.  Het Walhalla nabij Regensburg door Leo von Klenze (1831 - 1842) is er volledig schatplichtig aan. In beide ontwerpen wordt de klassieke vormgeving door een hoogdravende context op het niveau getild van het sublime.
De manier waarop Friedrich Gilly in zijn ontwerp voor het monument van Frederik de Grote een romantische gevoeligheid in klassieke vormgeving had gestoken, maakte grote indruk op de zestienjarige Karl Friedrich Schinkel (1781 - 1841). Het was Gilly die hem overtuigde van de stelling dat architectuur de materialisatie moet zijn van hogere idealen. Gilly was, zoals Schinkel het uitdrukte, de schepper van alles wat ik ben.
- Bibsys: 3005463
- Bibliothèque nationale de France: cb119971580 (data)
- CiNii: DA04909733
- Stuttgart Database of Scientific Illustrators 1450–1950: 8963
- Gemeinsame Normdatei: 118539345
- International Standard Name Identifier: 0000 0000 8090 3680
- Library of Congress Control Number: n82087080
- Nationale Bibliotheek van Tsjechië: xx0142864
- Nationale Bibliotheek van Israël: 987007447484705171
- Nationale Bibliotheek van Polen: a0000002421764
- Nederlandse Thesaurus van Auteursnamen: 070508801
- Réseau des bibliothèques de Suisse occidentale: 02-A003297259
- RKD-Nederlands Instituut voor Kunstgeschiedenis: 282719
- Istituto Centrale per il Catalogo Unico: MILV140047
- Système universitaire de documentation: 028061004
- Union List of Artist Names: 500023936
- Virtual International Authority File: 10637254
- WorldCat: E39PBJvH98twDqwtRkDHyCgtKd